# Miliusa montana
Miliusa montana är en kirimojaväxtart som beskrevs av George Gardner, Joseph Dalton Hooker och Thomas Thomson. Miliusa montana ingår i släktet Miliusa och familjen kirimojaväxter. Utöver nominatformen finns också underarten M. m. major.